# Sorbus kachinensis
Sorbus kachinensis är en rosväxtart som först beskrevs av William Wright Smith, och fick sitt nu gällande namn av Balakr.. Sorbus kachinensis ingår i släktet oxlar, och familjen rosväxter. Inga underarter finns listade i Catalogue of Life.